# Laighin
Laighin (stariji oblik Laigin) (čit. ˈl̪ˠaːjɪnʲ) su bili skupina stanovništva stare Irske po kojima je ime dobila irska provincija Laighean (eng. Leinster). Englesko ime Leinster koje se rabi za ovu provinciju dolazi od irskog Laigin i staronordijskog staðr, mjesto, teritorij). Laigin je imenica u množini koje više ukazuje na etnonim nego na zemljopisni pojam.
Uporaba riječi cuige, od starijeg oblika cóiced, doslovno "peti", u značenju "provincija" implicira da je do neke točke u pretpovijesti postojala pentarhija, koju su činile skupine stanovništva Laighin, Ulaid (Ulster) i Connachta (Connacht), regija Mumu (Munster) te središnje Kraljevstvo Mide. Starinske poeme u srednjovjekovnim rodoslovnim tekstovima razlikuju tri skupine koje su tvorile Laigin: sami Laigin, zatim Gáilióin te Domnainn koji su vjerojatno bili britanski Dumnonii.
Irci, a posebice Laighini naseljavali su i/ili osvojali veći dio sjevernog Walesa sredinom 4. pa sve do ranog 5. stoljeća, tvoreći temelj budućem Kraljevstvu Gwyneddu.

## Vanjske poveznice
- Drevni Laigin